# Стефан Николов – Заралията
Стефан Николов, наричан Заралията, е български революционер в Четата на Таньо войвода през 1876 година.

## Биография
Роден е през 1850 г. в Хайнито, но по свой избор твърди, че е от Сливен. Останал рано сирак, той изучава абаджийство в Стара Загора и в Цариград и открива своя абаджийница в родното си село. Синът на бея обаче посегнал на Стефановата сестра и Заралията го убива през 1870. Това го принуждава да стане хайдутин в дружината на съселянина си дядо Никола Вираноолу в Лудогорието и Тузлука до 1872 г. Заловен е и е осъден на 15 години затвор в Русчук.
В началото на февруари 1876 г. Стефан Николов успява да избяга и отива в Турну Мъгуреле при сестра си. Тя шие знамето на Таньовата чета, а Стефан се сближава с войводата Таньо Стоянов. Когато комитите се прехвърлят в Олтеница, Стефан придружава каруцата с оръжието. След преминаването в Българско, Стефан е пътен водач на четата и неин куриер до 19 май 1876 г. На тази дата той е пратен за свръзка в Побит камък, но е разпознат от негов затворнически надзирател и е заловен. Откаран е в Разград, а след това в Русчук, където е осъден на смърт. Обесен е в същия ден следобед. Според свидетелите на екзекуцията въжето три пъти се къса и тълпата призовава за милост, но палачите в крайна сметка обесват революционера..